# Biondia chinensis
Biondia chinensis är en oleanderväxtart som beskrevs av Rudolf Schlechter. Biondia chinensis ingår i släktet Biondia och familjen oleanderväxter. Inga underarter finns listade i Catalogue of Life.